# Орулу
Орулу (груз. ორულუ) — село в Грузии, на территории Зугдидского муниципалитета края (мхаре) Самегрело-Верхняя Сванетия.

## География
Село находится в западной части Грузии, к югу от реки Джуми, на расстоянии приблизительно 15 километров (по прямой) к юго-западу от города Зугдиди, административного центра муниципалитета. Абсолютная высота — 11 метров над уровнем моря.

## Население
По результатам официальной переписи населения 2014 года в Орулу проживало 793 человека (402 мужчины и 391 женщина). В национальной структуре населения грузины составляли 99,9 %.
| Год  | Население, человек |
| ---- | ------------------ |
| 2002 | 1222               |
| 2014 | ↘ 793              |